# Chemin de fer Gürbetal–Bern–Schwarzenburg

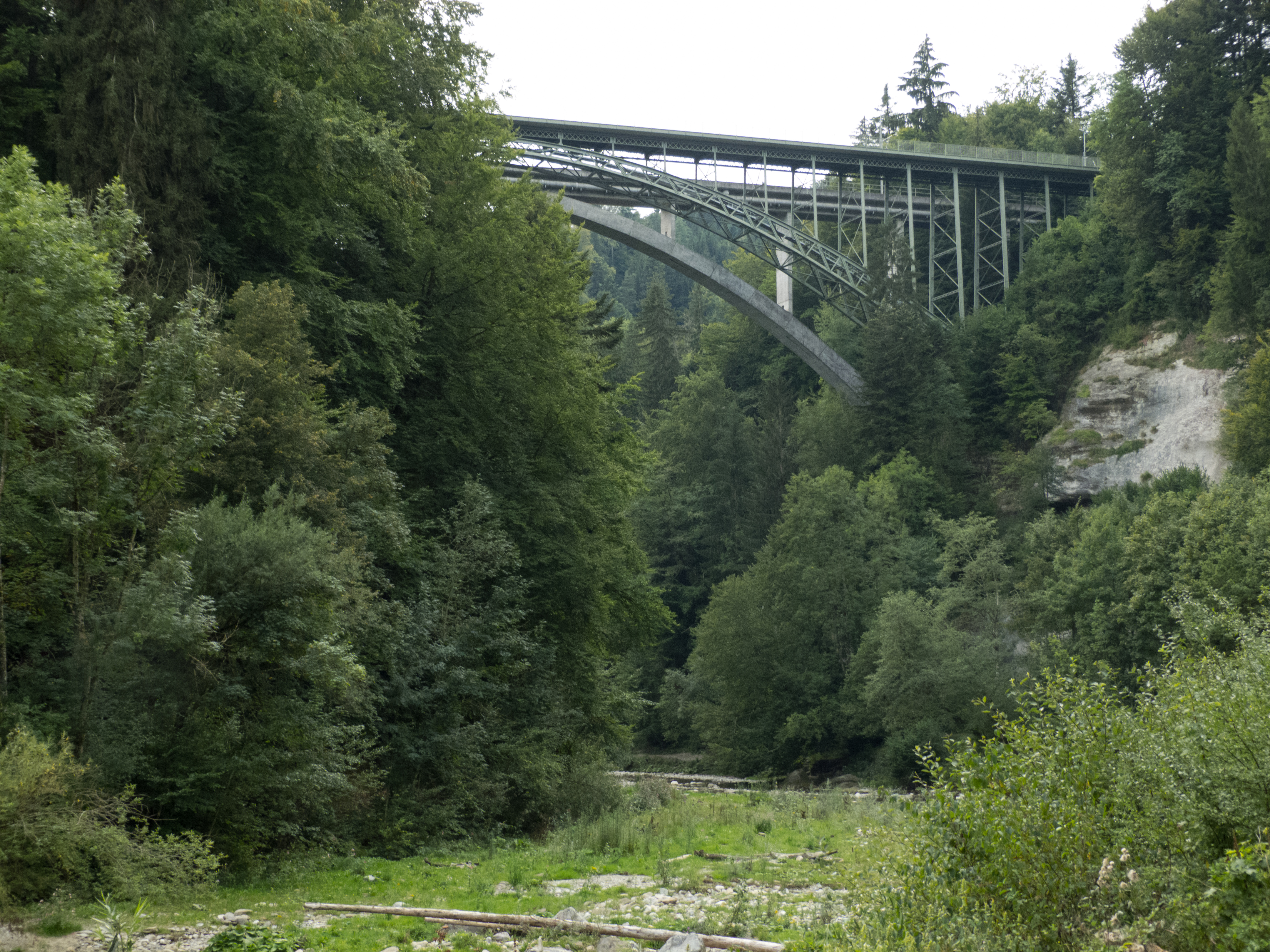
Le pont sur la Schwarzwasser

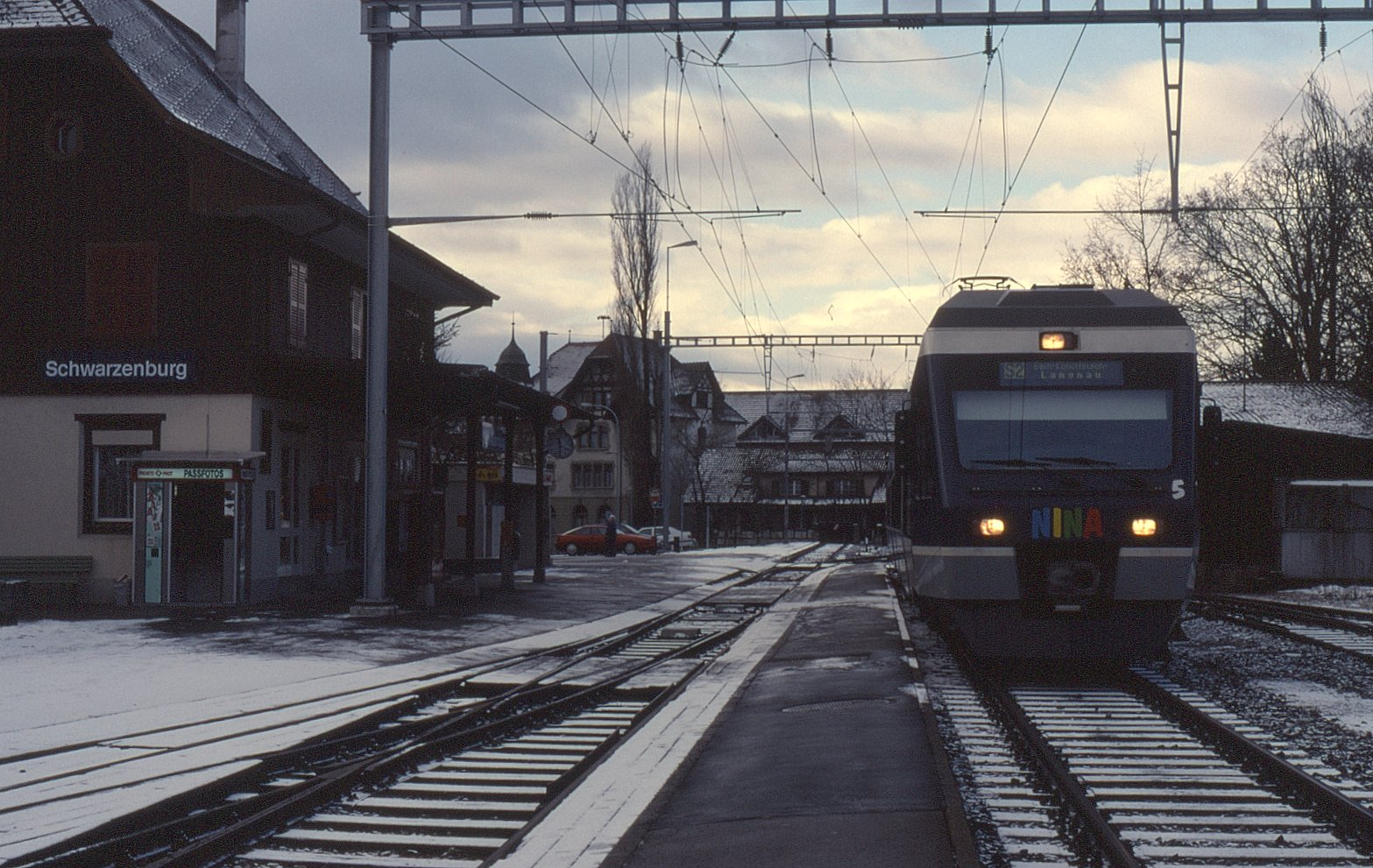
RABe 525 NINA en gare de Schwarzenburg

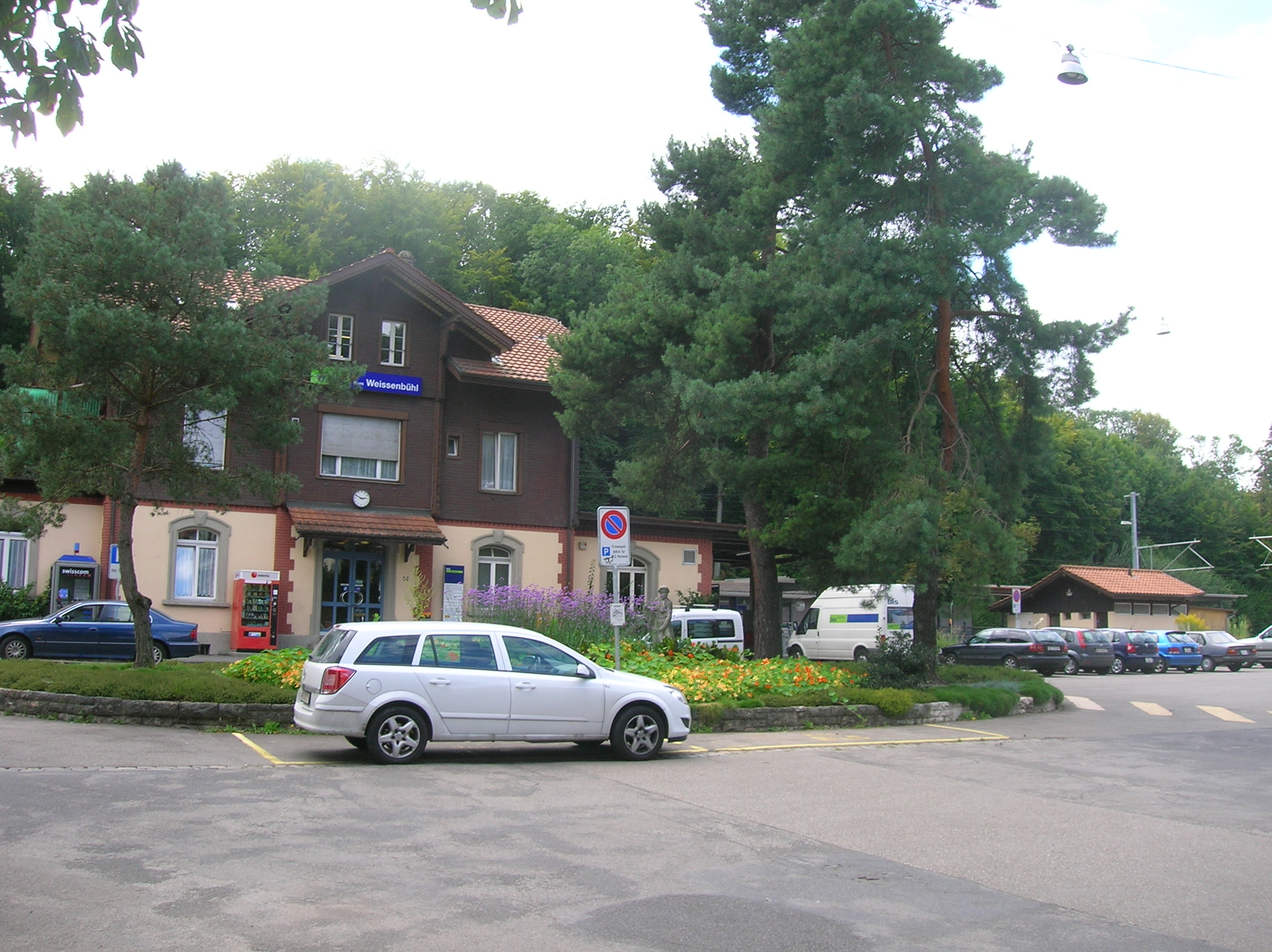
La gare de Berne-Weissenbühl

Le chemin de fer Gürbetal–Berne–Schwarzenburg (abrégé GBS) est une ancienne compagnie de chemin de fer suisse, et une ligne ferroviaire qui relie Thoune à Berne et à Schwarzenburg.

## Historique
La ligne a été réalisée par deux entreprises ferroviaires différentes :

### GTB: Gürbetalbahn
Le chemin de fer de la vallée de la Gürbe (34,5 km) relie les gares de Thoune et de Berne via Belp. Le premier train a circulé le 14 août 1901 entre Berne Weissenbühl  et Burgistein-Wattenwil (19,1 km). Ont suivi les tronçons Weissenbühl – Holligen (– gare de Berne) trois mois plus tard (9 novembre 1901) et Burgistein-Wattenwil – Thoune le 1er novembre 1902.
La ligne est électrifiée dès le 16 août 1920.

### BSB: Bern–Schwarzenburg-Bahn
Le chemin de fer de Berne à Schwarzenburg a ouvert sa ligne (18,3 km) en date du 1er juin 1907 ; elle se raccorde à celle du GTB à la gare de Berne Fischermätteli.
L'électrification entra en service le 6 décembre 1920, quatre mois après celle du Gürbetalbahn.

### Fusions
Les deux compagnies ont fusionné le 1er janvier 1944 pour devenir le GBS.
L'entreprise faisait partie des chemins de fer co-exploités par le BLS, avec le chemin de fer Berne–Neuchâtel (BN) et le chemin de fer Spiez–Erlenbach–Zweisimmen (SEZ). Les quatre compagnies ont été regroupées en juin 1997 sous l'identité unique BLS.

## Infrastructure

### Électrification
L'électrification à la tension de 15 kV - 16 ⅔ Hz est la norme standard sur le réseau ferré suisse à voie normale.